# Progressive Writers' Movement
L'Anjuman Tarraqi Pasand Mussanafin-e-Hind ou Progressive Writers' Movement of India ou Progressive Writers' Association était un mouvement littéraire progressiste dans l'Inde britannique d'avant la partition. Certaines branches de ce groupe d'écrivains existaient dans le monde entier, en plus de leur présence en Inde et au Pakistan.
Ces groupes étaient anti-impérialistes et orientés vers la gauche, et cherchaient à inspirer les gens par leurs écrits prônant l'égalité entre tous les humains et attaquant l'injustice sociale et le retard dans la société.
Selon le journal The Dawn, « le mouvement des écrivains progressistes dans la littérature ourdoue était le mouvement le plus fort après le mouvement éducatif de Sir Syed. Les progressistes ont contribué à la littérature ourdoue avec certaines des plus belles œuvres de fiction et de poésie. Sans aucun doute, ils ont ouvert la voie à la prochaine génération d'écrivains ».

## Membres
- Ahmed Ali[4]